# Protopopivka, Oleksandria
Protopopivka (în ucraineană Протопопівка) este localitatea de reședință a comunei Protopopivka din raionul Oleksandria, regiunea Kirovohrad, Ucraina.

## Demografie
Componența lingvistică a localității Protopopivka
     Ucraineană (91,35%)
     Rusă (6,79%)
     Alte limbi (0,45%)
Conform recensământului din 2001, majoritatea populației localității Protopopivka era vorbitoare de ucraineană (91,35%), existând în minoritate și vorbitori de rusă (6,79%).